# 洛佐瓦 (克吉奇夫卡區)
49°27′38″N 35°55′20″E / 49.46056°N 35.92222°E
洛佐瓦（烏克蘭語：Лозова），是烏克蘭東部的村莊，隸屬哈爾科夫州的別列斯京區。該村始建於十八世紀，面積7.32平方公里，海拔高度134米，2001年人口832，人口密度每平方公里113.6人。